# مطار غوانتشهو بايون الدولي (سابق)
مطار غوانتشهو بايون الدولي (بالإنجليزية: Guangzhou Baiyun International Airport (former))‏ و(بالصينية: 广州白云国际机场) () مطار عام, Defunct يقع بمدينة Baiyun District ‏ في الصين. .

## وصلات خارجية
- http://www.flightstats.com/go/Airport/airportDetails.do?airportCode=